# Espantaperros-torony
Az Espantaperros-torony (spanyol nevének jelentése körülbelül: „kutyaijesztő torony”) a délnyugat-spanyolországi Badajoz egyik középkori műemléke.

## Története
A tornyot az almohádok építették 1170 táján, I. Abu Jakub Juszuf uralkodása idején. A következő időszakban az alatta elterülő La Galera nevű külváros védelmét szolgálta. A 16. században hozzátoldottak egy nagyobb építményt, amely szintén a La Galera nevet kapta, és amely az idők során volt városháza, magtár, árva- és szegényház, börtön és régészeti múzeum is. A toronnyal nagy hasonlatosságot mutató, de nagyobb méretű sevillai Torre del Oro valójában az Espantaperros mintájára épült. A „kutyaijesztő” nevet azért kapta, mert egy időben egy igen éles hangú harangot tartalmazott.

## Leírás
Az építmény az extremadurai Badajozban, a történelmi belváros északkeleti szélén áll, a Plaza Alta nevű tértől keletre, az épületekkel körbevett téren kívül. Egy téglalap alaprajzú, alacsonyabb építmény csatlakozik hozzá, amelyet La Galerának neveznek. Maga a torony nyolcszög alaprajzú, teljes magassága eléri a 30 métert. Tetején egy, az alapoknál jóval karcsúbb, négyoldalú tornyocska áll, amelyet egy mellvédes terasz vesz körül. A toronyban szolgáltot teljesítők innen tudtak jelezni és jeleket fogadni a városban található többi őrtoronynak/őrtoronytól. Falai szinte teljesen simák, csak a tetejének közelében található rajta néhány igen apró, lőrésszerű nyílás. Belsejében egy nagyobb, kétszintes helyiség és egy kisebb, négyzet alaprajzú, boltozatos kamra található.

## Képek

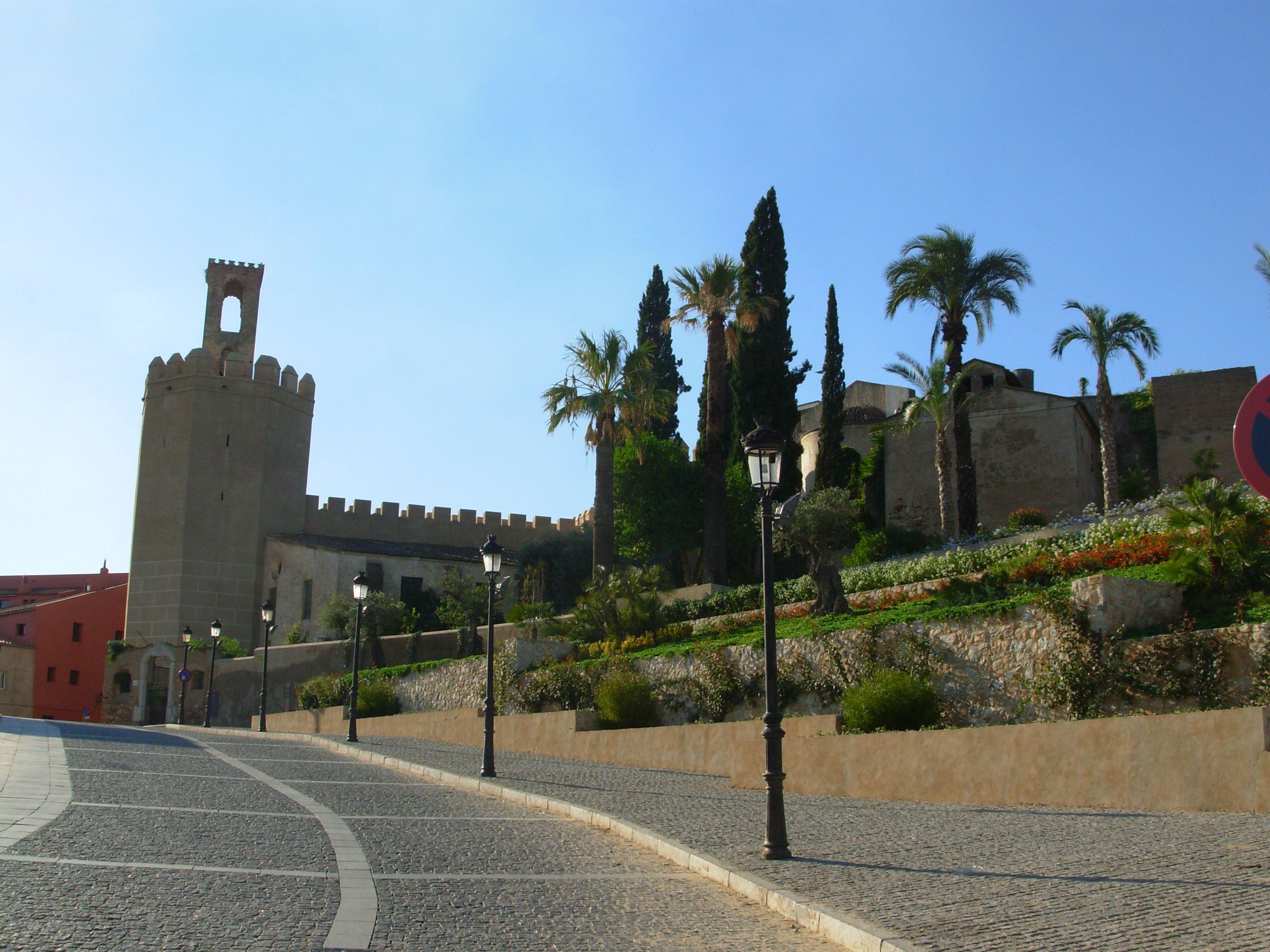
A torony és környezete
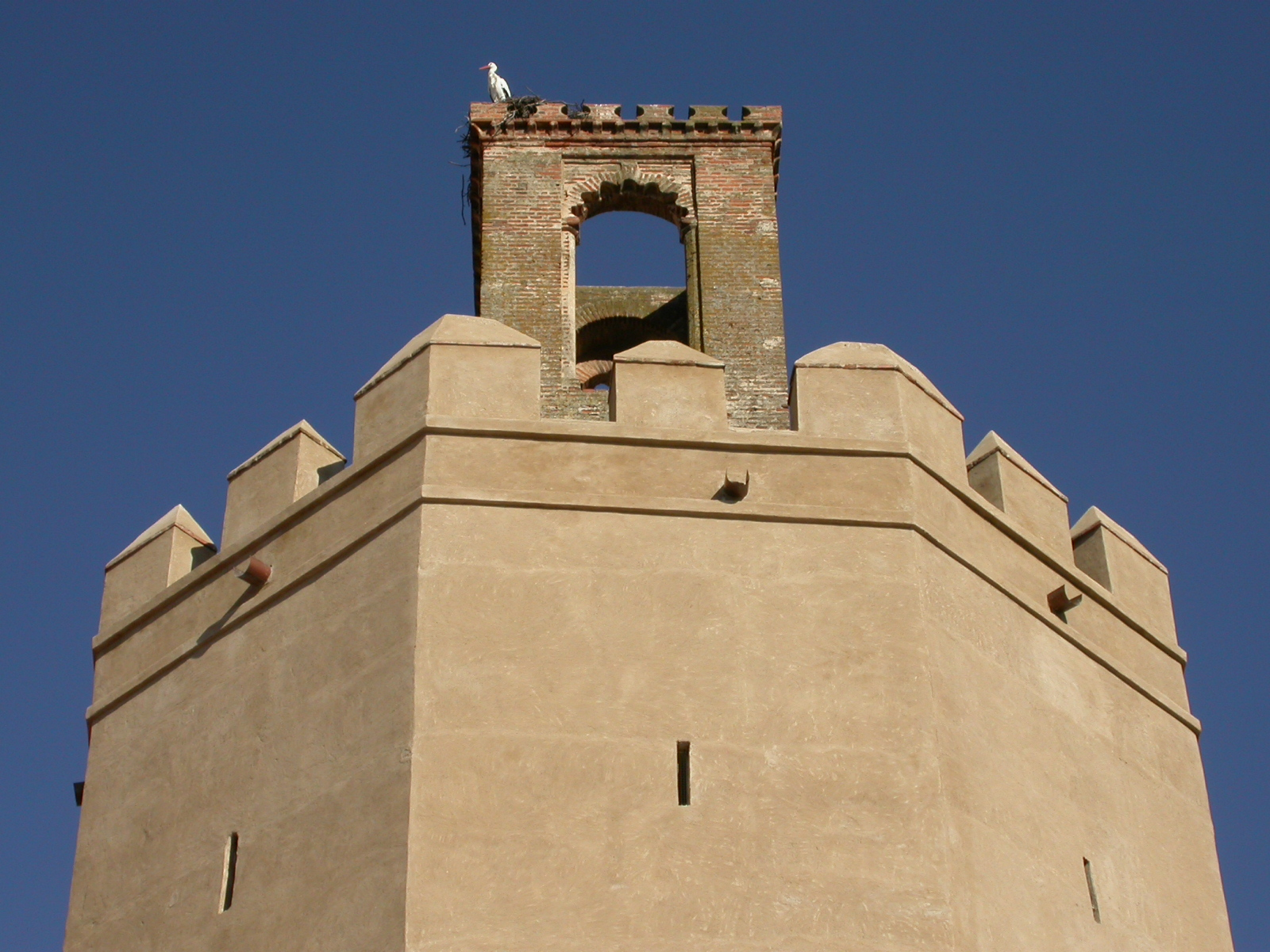
Felső rész
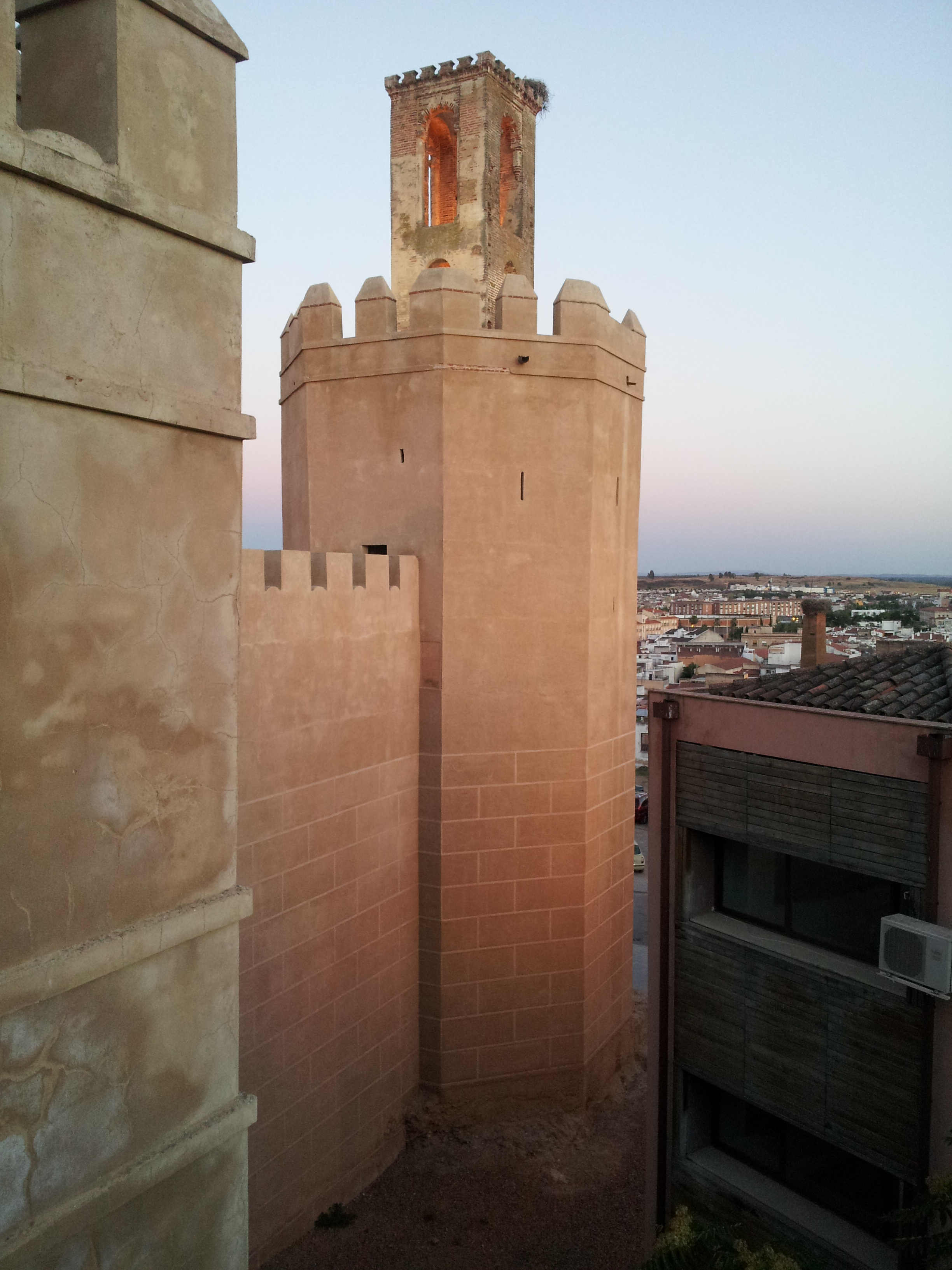
A torony az erőd sarkán
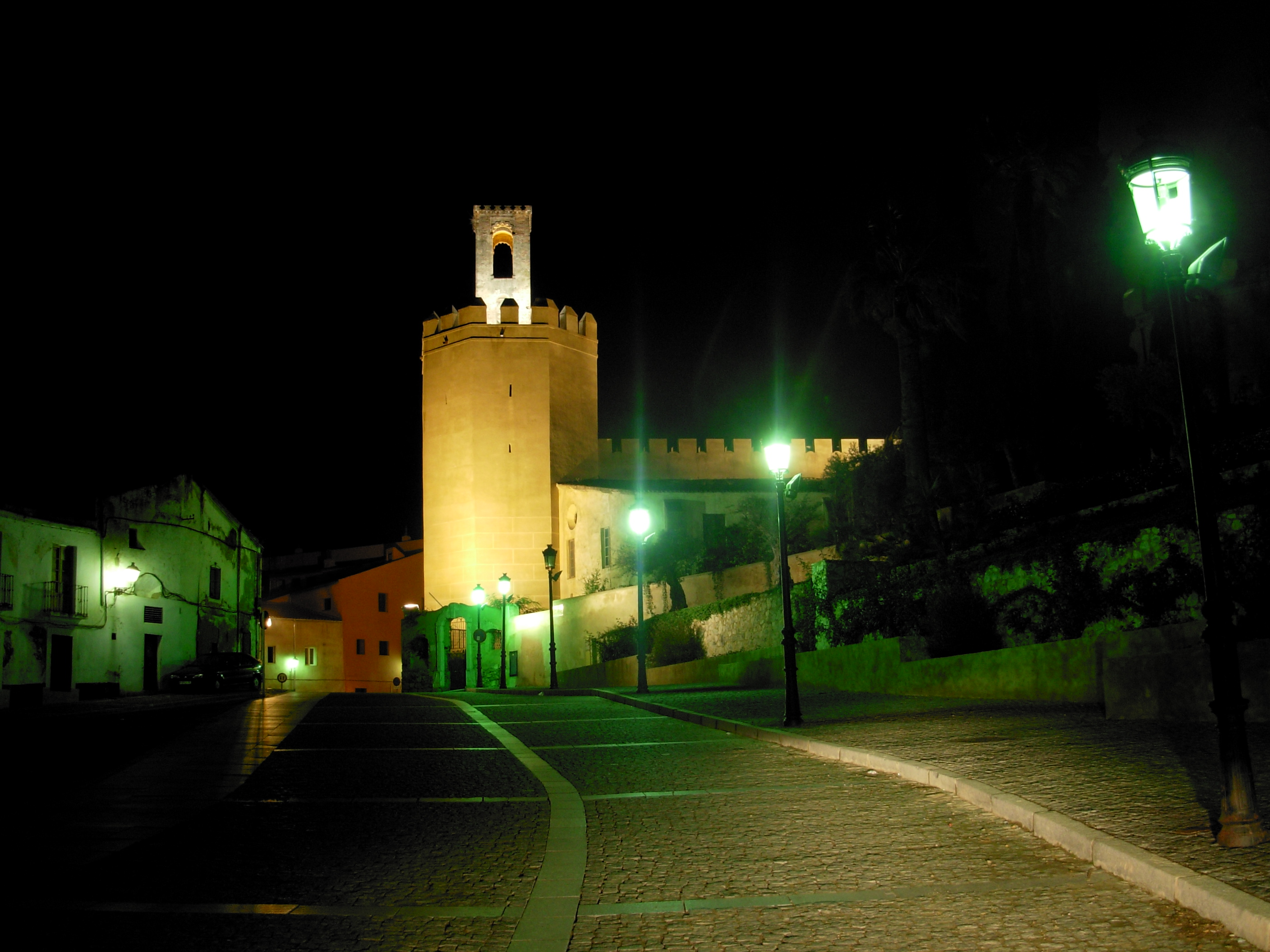
Éjjel, kivilágítva